# Großer Preis von Kanada
Als Großer Preis von Kanada wird seit 1967 jährlich mit Ausnahme von 1975, 1987 und 2009 ein Rennen der Formel-1-Weltmeisterschaft in Kanada ausgetragen. Zuvor fanden unter gleichen Namen bereits Sportwagenrennen statt: Von 1961 bis 1965 im Rahmen des Canadian Sports Car Championship sowie 1966 in der CanAm-Serie.
Der erste Große Preis von Kanada in der Formel 1 wurde auf dem Mosport Park, rund 100 km östlich von Toronto, in der Saison 1967 ausgetragen, dort fanden zuvor bereits die ebenfalls als Großer Preis von Kanada bezeichneten Sportwagenrennen statt. 1968 und 1970 fand das Rennen auf der Strecke Mont-Tremblant nahe der Ortschaft Saint-Jovite in der Provinz Québec statt. Im Jahr 1969 sowie von 1971 bis 1977 war erneut der Mosport Park Veranstaltungsort des Großen Preises von Kanada.
Ab 1978 fanden die Formel-1-Rennen auf dem Circuit Gilles-Villeneuve (bis 1981 als Circuit Île Notre-Dame bezeichnet) in Montreal statt. Beim großen Preis von Kanada im Jahr 1982 kam der italienische Rennfahrer Riccardo Paletti bei einem Auffahrunfall im Start-Ziel-Bereich ums Leben.
Für die Formel-1-Saison 2009 wurde der Große Preis von Kanada nicht in den Rennkalender aufgenommen. Als Grund gab Formel-1-Promoter Bernie Ecclestone an, dass die Betreiber der Strecke noch Zahlungen für vergangene Rennen schulden. Die Organisatoren des Kanada-Grand-Prix widersprachen dem, räumten aber ein, dass es unterschiedliche Auffassungen über die Höhe ihrer Verpflichtungen gibt. Rettungsversuche unter Beteiligung der Stadt Montreal und der kanadischen Regierung scheiterten schließlich, da man sich mit Ecclestone nicht über Zahlungen für künftige Rennen einigen konnte.
Der Große Preis von Kanada 2011 am 12. Juni 2011 war das zeitlich längste (4:04:39,537 h) und auch langsamste (Durchschnittsgeschwindigkeit 74,864 km/h) Rennen der Formel-1-Geschichte. Ursache waren schwere Regenfälle und mehrere Unfälle, die zu insgesamt 30 Safety-Car-Runden führten (ebenfalls Rekord).
Für 2020 und 2021 wurde das Rennen aufgrund der COVID-19-Pandemie abgesagt.

## Streckenvarianten

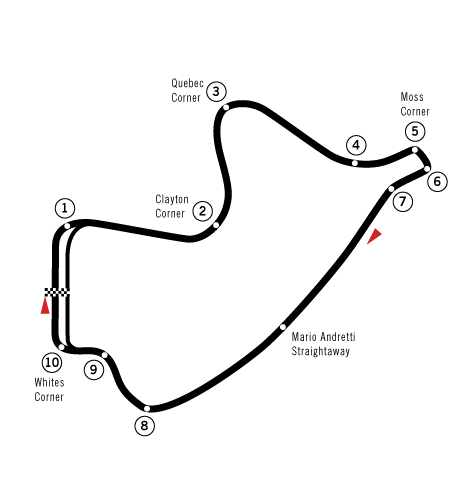
Circuit Mosport Park
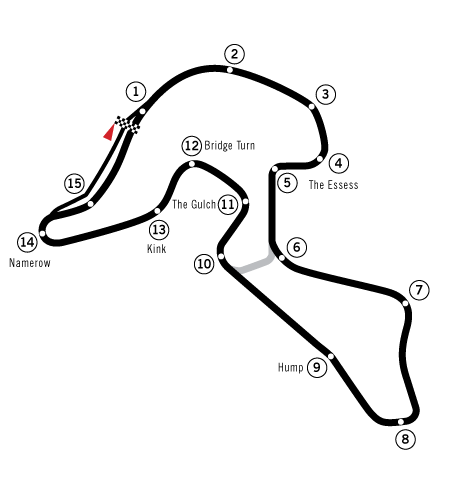
Circuit Mont-Tremblant

## Ergebnisse
| Auflage | Jahr | Strecke                                 | Klasse                                  | Sieger                                      | Zweiter                                        | Dritter                                   | Pole-Position                               | Schnellste Runde                            |
| ------- | ---- | --------------------------------------- | --------------------------------------- | ------------------------------------------- | ---------------------------------------------- | ----------------------------------------- | ------------------------------------------- | ------------------------------------------- |
| 1       | 1961 | Mosport                                 | SW                                      | Peter Ryan (Lotus-Climax)                   | Pedro Rodríguez (Ferrari)                      | Stirling Moss (Lotus-Climax)              | Stirling Moss (Lotus-Climax)                | Stirling Moss (Lotus-Climax)                |
| 2       | 1962 | Mosport                                 | SW                                      | Masten Gregory (Lotus-Climax)               | Pedro Rodríguez (Ferrari)                      | Francis Bradley (Lotus-Climax)            | Dan Gurney (Lotus-Climax)                   | Dan Gurney (Lotus-Climax)                   |
| 3       | 1963 | Mosport                                 | SW                                      | Pedro Rodríguez (Ferrari)                   | Graham Hill (Lotus-Ford)                       | Dennis Coad (Lotus-Climax)                | John Surtees (Ferrari)                      |                                             |
| 4       | 1964 | Mosport                                 | SW                                      | Pedro Rodríguez (Ferrari)                   | Ludovico Scarfiotti (Ferrari)                  | Bruce McLaren (McLaren-Oldsmobile)        | Jim Hall (Chaparral-Chevrolet)              | Jim Hall (Chaparral-Chevrolet)              |
| 5       | 1965 | Mosport                                 | SW                                      | Jim Hall (Chaparral-Chevrolet)              | Bruce McLaren (McLaren-Oldsmobile)             | Pedro Rodríguez (Ferrari)                 | Bruce McLaren (McLaren-Oldsmobile)          | Jim Hall (Chaparral-Chevrolet)              |
| 6       | 1966 | Mosport                                 | SW                                      | Mark Donohue (Lola-Chevrolet)               | Phil Hill (Chaparral-Chevrolet)                | Chuck Parsons (McLaren-Chevrolet)         | Dan Gurney (Lola-Ford)                      | Dan Gurney (Lola-Ford)                      |
| 7       | 1967 | Mosport                                 | F1                                      | Jack Brabham (Brabham-Repco)                | Denis Hulme (Brabham-Repco)                    | Dan Gurney (Eagle-Weslake)                | Jim Clark (Lotus-Ford Cosworth)             | Jim Clark (Lotus-Ford Cosworth)             |
|         |      |                                         |                                         |                                             |                                                |                                           |                                             |                                             |
| 8       | 1968 | Mont- Tremblant                         | F1                                      | Denis Hulme (McLaren-Ford Cosworth)         | Bruce McLaren (McLaren-Ford Cosworth)          | Pedro Rodríguez (B.R.M.)                  | Jochen Rindt (Brabham-Repco)                | Jo Siffert (Lotus-Ford Cosworth)            |
|         |      |                                         |                                         |                                             |                                                |                                           |                                             |                                             |
| 9       | 1969 | Mosport                                 | F1                                      | Jacky Ickx (Brabham-Ford Cosworth)          | Jack Brabham (Brabham-Ford Cosworth)           | Jochen Rindt (Lotus-Ford Cosworth)        | Jacky Ickx (Brabham-Ford Cosworth)          | Jacky Ickx (Brabham-Ford Cosworth)          |
|         |      |                                         |                                         |                                             |                                                |                                           |                                             |                                             |
| 10      | 1970 | Mont- Tremblant                         | F1                                      | Jacky Ickx (Ferrari)                        | Clay Regazzoni (Ferrari)                       | Chris Amon (March-Ford Cosworth)          | Jackie Stewart (Tyrrell-Ford Cosworth)      | Clay Regazzoni (Ferrari)                    |
|         |      |                                         |                                         |                                             |                                                |                                           |                                             |                                             |
| 11      | 1971 | Mosport                                 | F1                                      | Jackie Stewart (Tyrrell-Ford Cosworth)      | Ronnie Peterson (March-Ford Cosworth)          | Mark Donohue (McLaren-Ford Cosworth)      | Jackie Stewart (Tyrrell-Ford Cosworth)      | Denis Hulme (McLaren-Ford Cosworth)         |
| 12      | 1972 | Mosport                                 | F1                                      | Jackie Stewart (Tyrrell-Ford Cosworth)      | Peter Revson (McLaren-Ford Cosworth)           | Denis Hulme (McLaren-Ford Cosworth)       | Peter Revson (McLaren-Ford Cosworth)        | Jackie Stewart (Tyrrell-Ford Cosworth)      |
| 13      | 1973 | Mosport                                 | F1                                      | Peter Revson (McLaren-Ford Cosworth)        | Emerson Fittipaldi (Lotus-Ford Cosworth)       | Jackie Oliver (Shadow-Ford Cosworth)      | Ronnie Peterson (Lotus-Ford Cosworth)       | Emerson Fittipaldi (Lotus-Ford Cosworth)    |
| 14      | 1974 | Mosport                                 | F1                                      | Emerson Fittipaldi (McLaren-Ford Cosworth)  | Clay Regazzoni (Ferrari)                       | Ronnie Peterson (Lotus-Ford Cosworth)     | Emerson Fittipaldi (Lotus-Ford Cosworth)    | Niki Lauda (Ferrari)                        |
|         | 1975 | kein Großer Preis von Kanada            | kein Großer Preis von Kanada            | kein Großer Preis von Kanada                | kein Großer Preis von Kanada                   | kein Großer Preis von Kanada              | kein Großer Preis von Kanada                | kein Großer Preis von Kanada                |
| 15      | 1976 | Mosport                                 | F1                                      | James Hunt (McLaren-Ford Cosworth)          | Patrick Depailler (Tyrrell-Ford Cosworth)      | Mario Andretti (Lotus-Ford Cosworth)      | James Hunt (McLaren-Ford Cosworth)          | Patrick Depailler (Tyrrell-Ford Cosworth)   |
| 16      | 1977 | Mosport                                 | F1                                      | Jody Scheckter (McLaren-Ford Cosworth)      | Patrick Depailler (Tyrrell-Ford Cosworth)      | Jochen Mass (McLaren-Ford Cosworth)       | Mario Andretti (Lotus-Ford Cosworth)        | Mario Andretti (Lotus-Ford Cosworth)        |
|         |      |                                         |                                         |                                             |                                                |                                           |                                             |                                             |
| 17      | 1978 | Montreal                                | F1                                      | Gilles Villeneuve (Ferrari)                 | Jody Scheckter (Wolf-Ford Cosworth)            | Carlos Reutemann (Ferrari)                | Jean-Pierre Jarier (Lotus-Ford Cosworth)    | Alan Jones (Williams-Ford Cosworth)         |
| 18      | 1979 | Montreal                                | F1                                      | Alan Jones (Williams-Ford Cosworth)         | Gilles Villeneuve (Ferrari)                    | Clay Regazzoni (Williams-Ford Cosworth)   | Alan Jones (Williams-Ford Cosworth)         | Alan Jones (Williams-Ford Cosworth)         |
| 19      | 1980 | Montreal                                | F1                                      | Alan Jones (Williams-Ford Cosworth)         | Carlos Reutemann (Williams-Ford Cosworth)      | Didier Pironi (Ligier-Ford Cosworth)      | Nelson Piquet (Brabham-Ford Cosworth)       | Didier Pironi (Ligier-Ford Cosworth)        |
| 20      | 1981 | Montreal                                | F1                                      | Jacques Laffite (Ligier-Matra)              | John Watson (McLaren-Ford Cosworth)            | Gilles Villeneuve (Ferrari)               | Nelson Piquet (Brabham-Ford Cosworth)       | John Watson (McLaren-Ford Cosworth)         |
| 21      | 1982 | Montreal                                | F1                                      | Nelson Piquet (Brabham-BMW)                 | Riccardo Patrese (Brabham-Ford Cosworth)       | John Watson (McLaren-Ford Cosworth)       | Didier Pironi (Ferrari)                     | Didier Pironi (Ferrari)                     |
| 22      | 1983 | Montreal                                | F1                                      | René Arnoux (Ferrari)                       | Eddie Cheever (Renault)                        | Patrick Tambay (Ferrari)                  | René Arnoux (Ferrari)                       | Patrick Tambay (Ferrari)                    |
| 23      | 1984 | Montreal                                | F1                                      | Nelson Piquet (Brabham-BMW)                 | Niki Lauda (McLaren-TAG Porsche)               | Alain Prost (McLaren-TAG Porsche)         | Nelson Piquet (Brabham-BMW)                 | Nelson Piquet (Brabham-BMW)                 |
| 24      | 1985 | Montreal                                | F1                                      | Michele Alboreto (Ferrari)                  | Stefan Johansson (Ferrari)                     | Alain Prost (McLaren-TAG Porsche)         | Elio de Angelis (Lotus-Renault)             | Ayrton Senna (Lotus-Renault)                |
| 25      | 1986 | Montreal                                | F1                                      | Nigel Mansell (Williams-Honda)              | Alain Prost (McLaren-TAG Porsche)              | Nelson Piquet (Williams-Honda)            | Nigel Mansell (Williams-Honda)              | Nelson Piquet (Williams-Honda)              |
|         | 1987 | kein Großer Preis von Kanada            | kein Großer Preis von Kanada            | kein Großer Preis von Kanada                | kein Großer Preis von Kanada                   | kein Großer Preis von Kanada              | kein Großer Preis von Kanada                | kein Großer Preis von Kanada                |
| 26      | 1988 | Montreal                                | F1                                      | Ayrton Senna (McLaren-Honda)                | Alain Prost (McLaren-Honda)                    | Thierry Boutsen (Benetton-Ford Cosworth)  | Ayrton Senna (McLaren-Honda)                | Ayrton Senna (McLaren-Honda)                |
| 27      | 1989 | Montreal                                | F1                                      | Thierry Boutsen (Williams-Renault)          | Riccardo Patrese (Williams-Renault)            | Andrea de Cesaris (Dallara-Ford Cosworth) | Alain Prost (McLaren-Honda)                 | Jonathan Palmer (Tyrrell-Ford Cosworth)     |
| 28      | 1990 | Montreal                                | F1                                      | Ayrton Senna (McLaren-Honda)                | Nelson Piquet (Benetton-Ford Cosworth)         | Nigel Mansell (Ferrari)                   | Ayrton Senna (McLaren-Honda)                | Gerhard Berger (McLaren-Honda)              |
| 29      | 1991 | Montreal                                | F1                                      | Nelson Piquet (Benetton-Ford Cosworth)      | Stefano Modena (Tyrrell-Honda)                 | Riccardo Patrese (Williams-Renault)       | Riccardo Patrese (Williams-Renault)         | Nigel Mansell (Williams-Renault)            |
| 30      | 1992 | Montreal                                | F1                                      | Gerhard Berger (McLaren-Honda)              | Michael Schumacher (Benetton-Ford Cosworth)    | Jean Alesi (Ferrari)                      | Ayrton Senna (McLaren-Honda)                | Gerhard Berger (McLaren-Honda)              |
| 31      | 1993 | Montreal                                | F1                                      | Alain Prost (Williams-Renault)              | Michael Schumacher (Benetton-Ford Cosworth)    | Damon Hill (Williams-Renault)             | Alain Prost (Williams-Renault)              | Michael Schumacher (Benetton-Ford Cosworth) |
| 32      | 1994 | Montreal                                | F1                                      | Michael Schumacher (Benetton-Ford Cosworth) | Damon Hill (Williams-Renault)                  | Jean Alesi (Ferrari)                      | Michael Schumacher (Benetton-Ford Cosworth) | Michael Schumacher (Benetton-Ford Cosworth) |
| 33      | 1995 | Montreal                                | F1                                      | Jean Alesi (Ferrari)                        | Rubens Barrichello (Jordan-Peugeot)            | Eddie Irvine (Jordan-Peugeot)             | Michael Schumacher (Benetton-Renault)       | Michael Schumacher (Benetton-Renault)       |
| 34      | 1996 | Montreal                                | F1                                      | Damon Hill (Williams-Renault)               | Jacques Villeneuve (Williams-Renault)          | Jean Alesi (Benetton-Renault)             | Damon Hill (Williams-Renault)               | Jacques Villeneuve (Williams-Renault)       |
| 35      | 1997 | Montreal                                | F1                                      | Michael Schumacher (Ferrari)                | Jean Alesi (Benetton-Renault)                  | Giancarlo Fisichella (Jordan-Peugeot)     | Michael Schumacher (Ferrari)                | David Coulthard (McLaren-Mercedes)          |
| 36      | 1998 | Montreal                                | F1                                      | Michael Schumacher (Ferrari)                | Giancarlo Fisichella (Benetton-Playlife)       | Eddie Irvine (Ferrari)                    | David Coulthard (McLaren-Mercedes)          | Michael Schumacher (Ferrari)                |
| 37      | 1999 | Montreal                                | F1                                      | Mika Häkkinen (McLaren-Mercedes)            | Giancarlo Fisichella (Benetton-Playlife)       | Eddie Irvine (Ferrari)                    | Michael Schumacher (Ferrari)                | Eddie Irvine (Ferrari)                      |
| 38      | 2000 | Montreal                                | F1                                      | Michael Schumacher (Ferrari)                | Rubens Barrichello (Ferrari)                   | Giancarlo Fisichella (Benetton-Playlife)  | Michael Schumacher (Ferrari)                | Mika Häkkinen (McLaren-Mercedes)            |
| 39      | 2001 | Montreal                                | F1                                      | Ralf Schumacher (Williams-BMW)              | Michael Schumacher (Ferrari)                   | Mika Häkkinen (McLaren-Mercedes)          | Michael Schumacher (Ferrari)                | Ralf Schumacher (Williams-BMW)              |
| 40      | 2002 | Montreal                                | F1                                      | Michael Schumacher (Ferrari)                | David Coulthard (McLaren-Mercedes)             | Rubens Barrichello (Ferrari)              | Juan Pablo Montoya (Williams-BMW)           | Juan Pablo Montoya (Williams-BMW)           |
| 41      | 2003 | Montreal                                | F1                                      | Michael Schumacher (Ferrari)                | Ralf Schumacher (Williams-BMW)                 | Juan Pablo Montoya (Williams-BMW)         | Ralf Schumacher (Williams-BMW)              | Fernando Alonso (Renault)                   |
| 42      | 2004 | Montreal                                | F1                                      | Michael Schumacher (Ferrari)                | Rubens Barrichello (Ferrari)                   | Jenson Button (BAR-Honda)                 | Ralf Schumacher (Williams-BMW)              | Rubens Barrichello (Ferrari)                |
| 43      | 2005 | Montreal                                | F1                                      | Kimi Räikkönen (McLaren-Mercedes)           | Michael Schumacher (Ferrari)                   | Rubens Barrichello (Ferrari)              | Jenson Button (BAR-Honda)                   | Kimi Räikkönen (McLaren-Mercedes)           |
| 44      | 2006 | Montreal                                | F1                                      | Fernando Alonso (Renault)                   | Michael Schumacher (Ferrari)                   | Kimi Räikkönen (McLaren-Mercedes)         | Fernando Alonso (Renault)                   | Kimi Räikkönen (McLaren-Mercedes)           |
| 45      | 2007 | Montreal                                | F1                                      | Lewis Hamilton (McLaren-Mercedes)           | Nick Heidfeld (BMW Sauber)                     | Alexander Wurz (Williams-Toyota)          | Lewis Hamilton (McLaren-Mercedes)           | Fernando Alonso (McLaren-Mercedes)          |
| 46      | 2008 | Montreal                                | F1                                      | Robert Kubica (BMW Sauber)                  | Nick Heidfeld (BMW Sauber)                     | David Coulthard (Red Bull-Renault)        | Lewis Hamilton (McLaren-Mercedes)           | Kimi Räikkönen (Ferrari)                    |
|         | 2009 | kein Großer Preis von Kanada            | kein Großer Preis von Kanada            | kein Großer Preis von Kanada                | kein Großer Preis von Kanada                   | kein Großer Preis von Kanada              | kein Großer Preis von Kanada                | kein Großer Preis von Kanada                |
| 47      | 2010 | Montreal                                | F1                                      | Lewis Hamilton (McLaren-Mercedes)           | Jenson Button (McLaren-Mercedes)               | Fernando Alonso (Ferrari)                 | Lewis Hamilton (McLaren-Mercedes)           | Robert Kubica (Renault)                     |
| 48      | 2011 | Montreal                                | F1                                      | Jenson Button (McLaren-Mercedes)            | Sebastian Vettel (Red Bull-Renault)            | M. Webber (Red Bull-Renault)              | Sebastian Vettel (Red Bull-Renault)         | Jenson Button (McLaren-Mercedes)            |
| 49      | 2012 | Montreal                                | F1                                      | Lewis Hamilton (McLaren-Mercedes)           | Romain Grosjean (Lotus-Renault)                | Sergio Pérez (Sauber-Ferrari)             | Sebastian Vettel (Red Bull-Renault)         | Sebastian Vettel (Red Bull-Renault)         |
| 50      | 2013 | Montreal                                | F1                                      | Sebastian Vettel (Red Bull-Renault)         | Fernando Alonso (Ferrari)                      | Lewis Hamilton (Mercedes)                 | Sebastian Vettel (Red Bull-Renault)         | M. Webber (Red Bull-Renault)                |
| 51      | 2014 | Montreal                                | F1                                      | Daniel Ricciardo (Red Bull-Renault)         | Nico Rosberg (Mercedes)                        | Sebastian Vettel (Red Bull-Renault)       | Nico Rosberg (Mercedes)                     | Felipe Massa (Williams-Mercedes)            |
| 52      | 2015 | Montreal                                | F1                                      | Lewis Hamilton (Mercedes)                   | Nico Rosberg (Mercedes)                        | Valtteri Bottas (Williams-Mercedes)       | Lewis Hamilton (Mercedes)                   | Kimi Räikkönen (Ferrari)                    |
| 53      | 2016 | Montreal                                | F1                                      | Lewis Hamilton (Mercedes)                   | Sebastian Vettel (Ferrari)                     | Valtteri Bottas (Williams-Mercedes)       | Lewis Hamilton (Mercedes)                   | Nico Rosberg (Mercedes)                     |
| 54      | 2017 | Montreal                                | F1                                      | Lewis Hamilton (Mercedes)                   | Valtteri Bottas (Mercedes)                     | Daniel Ricciardo (Red Bull-TAG Heuer)     | Lewis Hamilton (Mercedes)                   | Lewis Hamilton (Mercedes)                   |
| 55      | 2018 | Montreal                                | F1                                      | Sebastian Vettel (Ferrari)                  | Valtteri Bottas (Mercedes)                     | Max Verstappen (Red Bull-TAG Heuer)       | Sebastian Vettel (Ferrari)                  | Max Verstappen (Red Bull-TAG Heuer)         |
| 56      | 2019 | Montreal                                | F1                                      | Lewis Hamilton (Mercedes)                   | Sebastian Vettel (Ferrari)                     | Charles Leclerc (Ferrari)                 | Sebastian Vettel (Ferrari)                  | Valtteri Bottas (Mercedes)                  |
|         | 2020 | abgesagt aufgrund der COVID-19-Pandemie | abgesagt aufgrund der COVID-19-Pandemie | abgesagt aufgrund der COVID-19-Pandemie     | abgesagt aufgrund der COVID-19-Pandemie        | abgesagt aufgrund der COVID-19-Pandemie   | abgesagt aufgrund der COVID-19-Pandemie     | abgesagt aufgrund der COVID-19-Pandemie     |
| 2021    |      | abgesagt aufgrund der COVID-19-Pandemie | abgesagt aufgrund der COVID-19-Pandemie | abgesagt aufgrund der COVID-19-Pandemie     | abgesagt aufgrund der COVID-19-Pandemie        | abgesagt aufgrund der COVID-19-Pandemie   | abgesagt aufgrund der COVID-19-Pandemie     | abgesagt aufgrund der COVID-19-Pandemie     |
| 57      | 2022 | Montreal                                | F1                                      | Max Verstappen (Red Bull Racing-RBPT)       | Carlos Sainz jr. (Ferrari)                     | Lewis Hamilton (Mercedes)                 | Max Verstappen (Red Bull Racing-RBPT)       | Carlos Sainz jr. (Ferrari)                  |
| 58      | 2023 | Montreal                                | F1                                      | Max Verstappen (Red Bull Racing-RBPT)       | Fernando Alonso (Aston Martin Aramco-Mercedes) | Lewis Hamilton (Mercedes)                 | Max Verstappen (Red Bull Racing-RBPT)       | Sergio Pérez (Red Bull Racing-RBPT)         |
| 59      | 2024 | Montreal                                | F1                                      | Max Verstappen (Red Bull Racing-RBPT)       | Lando Norris (McLaren-Mercedes)                | George Russell (Mercedes)                 | George Russell (Mercedes)                   | Lewis Hamilton (Mercedes)                   |
| 60      | 2025 | Montreal                                | F1                                      | George Russell (Mercedes)                   | Max Verstappen (Red Bull Racing-RBPT)          | Andrea Kimi Antonelli (Mercedes)          | George Russell (Mercedes)                   | George Russell (Mercedes)                   |

| Legende   | Legende                                                                                              | Legende                                                     |
| Abkürzung | Klasse                                                                                               | Kommentar                                                   |
| --------- | --- | ----------------------------------------------------------- |
| F1        | Formel 1                                                                                             | Formel-1-Weltmeisterschaft ab 1950                          |
| F2        | Formel 2                                                                                             |                                                             |
| FL        | Formula libre                                                                                        | Fahrzeugklasse in der Regel vom Veranstalter ausgeschrieben |
| SW        | Sportwagen                                                                                           |                                                             |
| TW        | Tourenwagen                                                                                          |                                                             |
| GP        | Grand-Prix-Fahrzeuge                                                                                 |                                                             |
|           | ↓ Durchgehende graue Linien zeigen an, wann in der Geschichte auf einem neuen Kurs gefahren wurde. ↓ |                                                             |
|           | |                                                             |
|           | Einträge mit hellrotem Hintergrund waren keine Läufe zur Automobil- bzw. Formel-1-Weltmeisterschaft. |                                                             |
|           | Einträge mit gelbem Hintergrund waren Läufe zur Europameisterschaft.                                 |                                                             |